# Stadtarchiv Hof

Ansicht des Gebäudes des Hofer Stadtarchives

Das Stadtarchiv in Hof, einer kreisfreien Stadt im Nordosten des bayerischen Regierungsbezirkes Oberfranken, wurde 1931 eingerichtet. Das Stadtarchiv Hof ist zuständiges Endarchiv der Stadt Hof und sammelt zusätzlich historisch relevante Dokumente zum Landkreis Hof, der das Stadtgebiet umschließt. 

## Geschichte
Das Stadtarchiv stand zunächst unter der nebenamtlichen Leitung eines promovierten Historikers, der hauptberuflich als Religionslehrer tätig war. Zurzeit beschäftigt das Archiv vier Mitarbeiter, davon zwei Facharchivare im höheren bzw. mittleren Archivdienst.

## Archivbestände
Die Aktenbestände umfassen neben den Abgaben der Stadtverwaltung Sammlungen von zahlreichen Vereinen und anderen Organisationen, Privatpersonen und Familien sowie Unternehmen aus Hof und Umgebung. Unter den älteren Beständen ist das Archiv der Adelsfamilie von Waldenfels hervorzuheben. Kleine Sammlungen zu dem Schriftsteller Jean Paul und dem Maler Johann Christian Reinhart sind ebenfalls vorhanden. 

## Bibliothek
Die Bibliothek besteht aus der im 18. Jahrhundert errichteten Ratsbibliothek mit rund 5000 Titeln aus dem 15. bis 18. Jahrhundert und der Dienstbibliothek mit den jüngeren Titeln. Das Archiv sammelt möglichst vollständig alle gedruckte Veröffentlichungen aus und über die Hofer Region. Außerdem gehen zahlreiche Zeitschriften und Reihen des deutschsprachigen Raumes aus dem Tauschverkehr des Nordoberfränkischen Vereins für Natur-, Geschichts- und Landeskunde in die Bibliothek ein. Auf mehr als 4000 Mikrofilmen befindet sich ein Zeitungsarchiv für Ost-Oberfranken und angrenzende Gebiete.

## Publikationen
- Siehe bei der Deutschen Nationalbibliothek